# Cattedrale di Luleå
La cattedrale di Luleå (in svedese: Luleå domkyrka o Oscar Fredriks kyrka) è la cattedrale luterana di Luleå, in Svezia, e sede della diocesi di Luleå.

## Storia
La cattedrale sorge sullo stesso sito delle due precedenti chiese. La prima era in legno e fu eretta nel 1667. Nel 1790 fu sostituita da una chiesa di pietra, bruciata in un incendio l'11 giugno 1887.
L'attuale chiesa è stata costruita in stile neogotico da Adolf Melander e inaugurato nel 1893 sotto il nome di "chiesa Oscar Fredrik", in onore di  re Oscar II di Svezia. La chiesa è stata elevata a cattedrale nel 1904, quando è stata creata la diocesi di Luleå.

## Galleria d'immagini

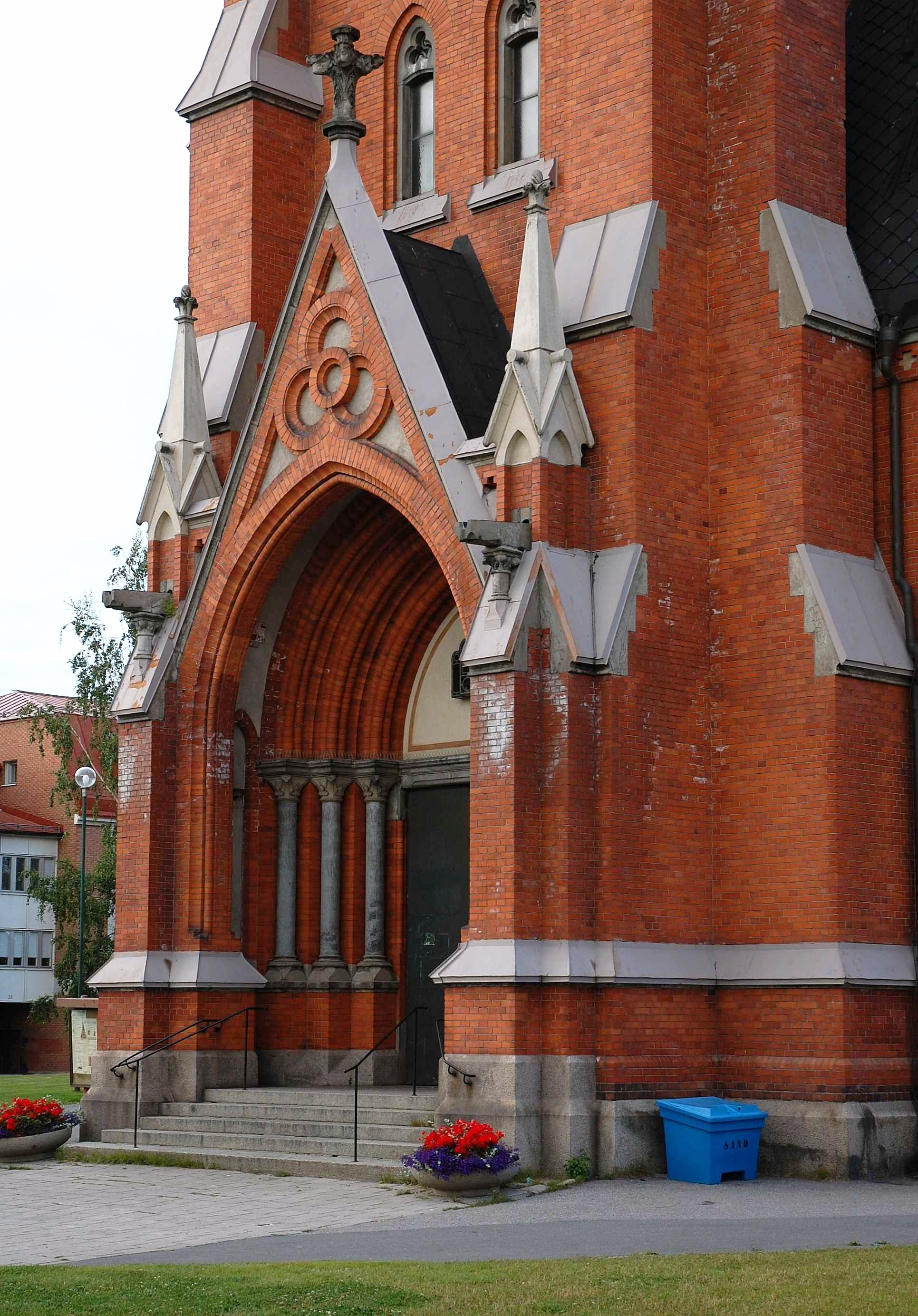
Ingresso
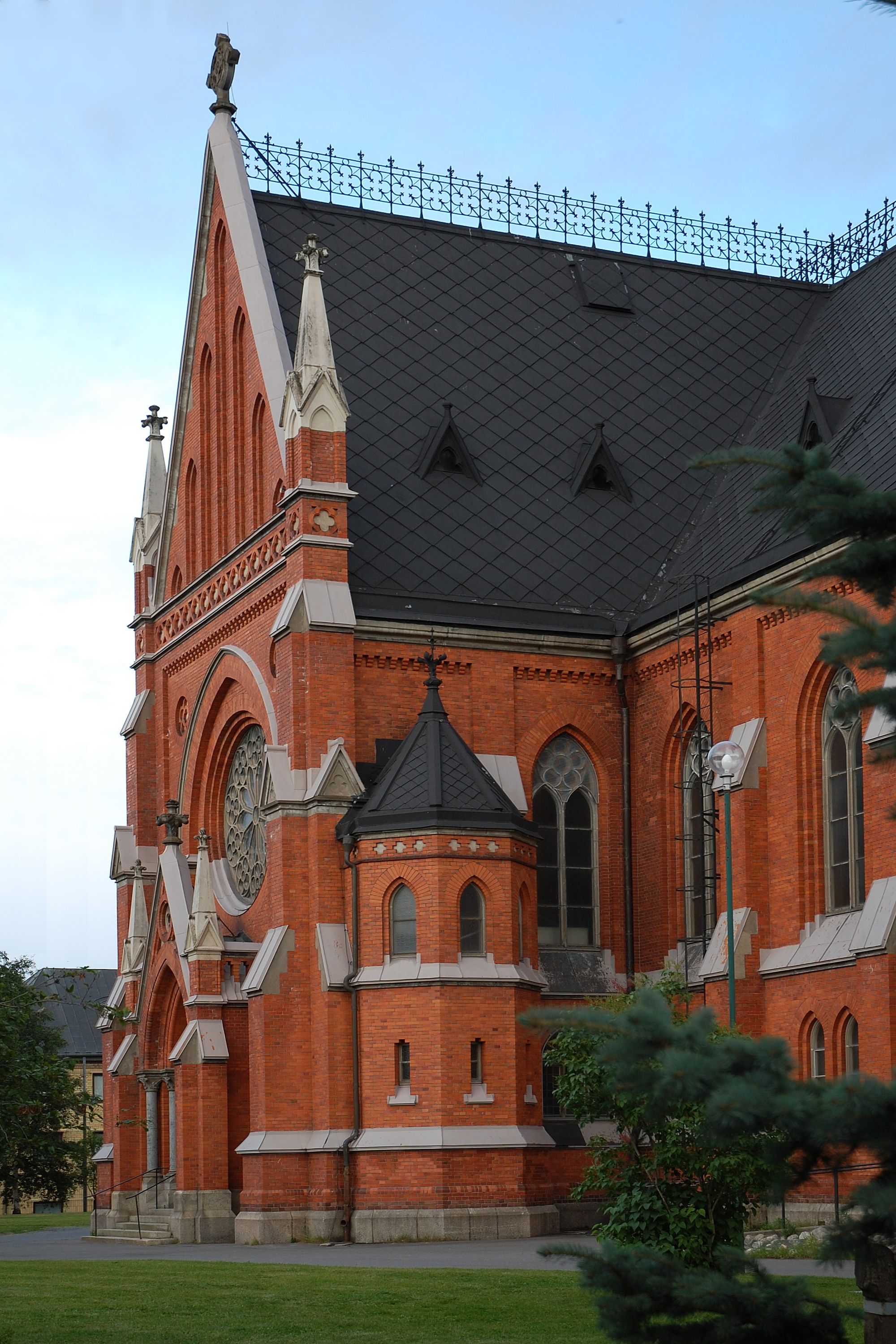
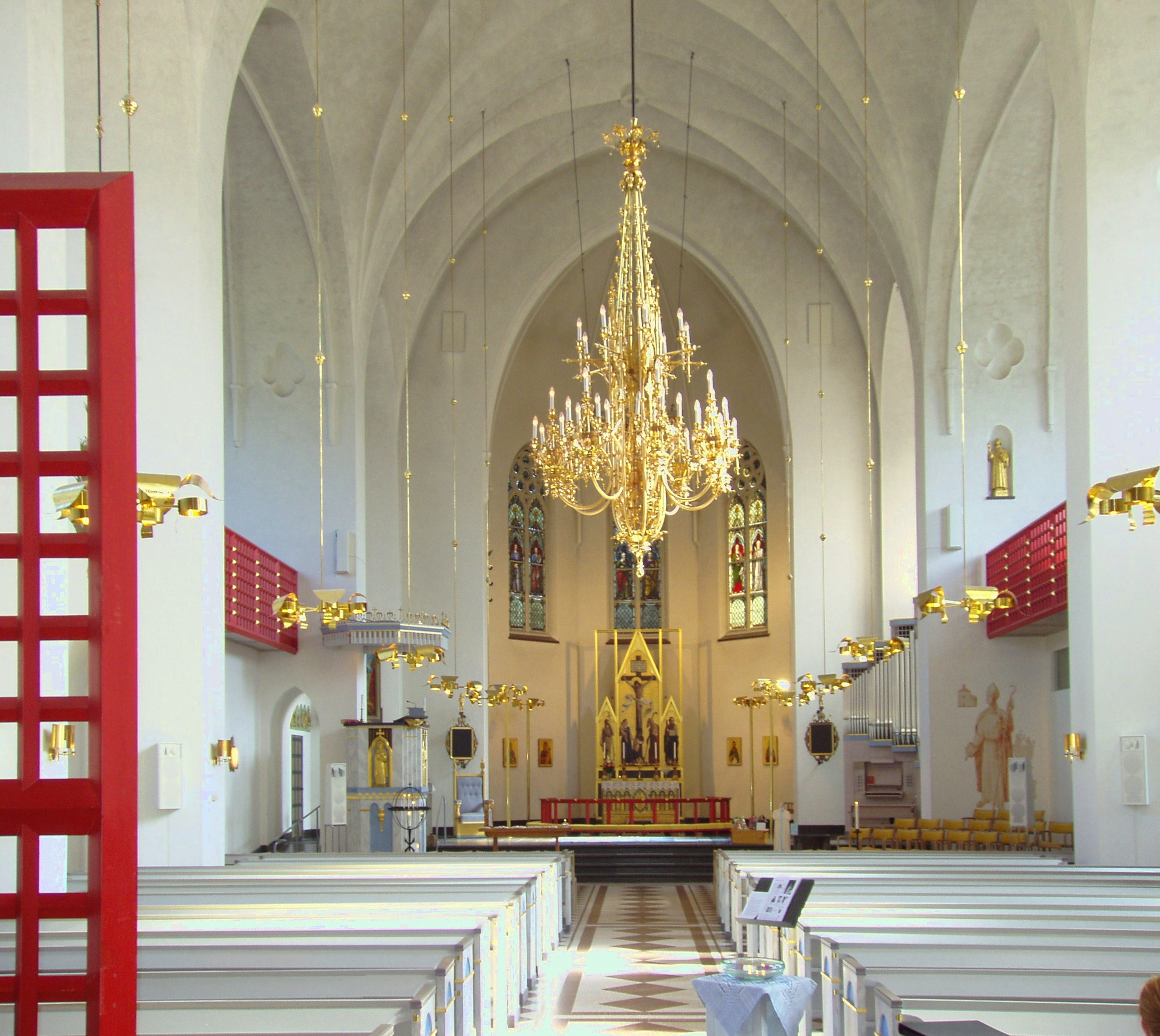
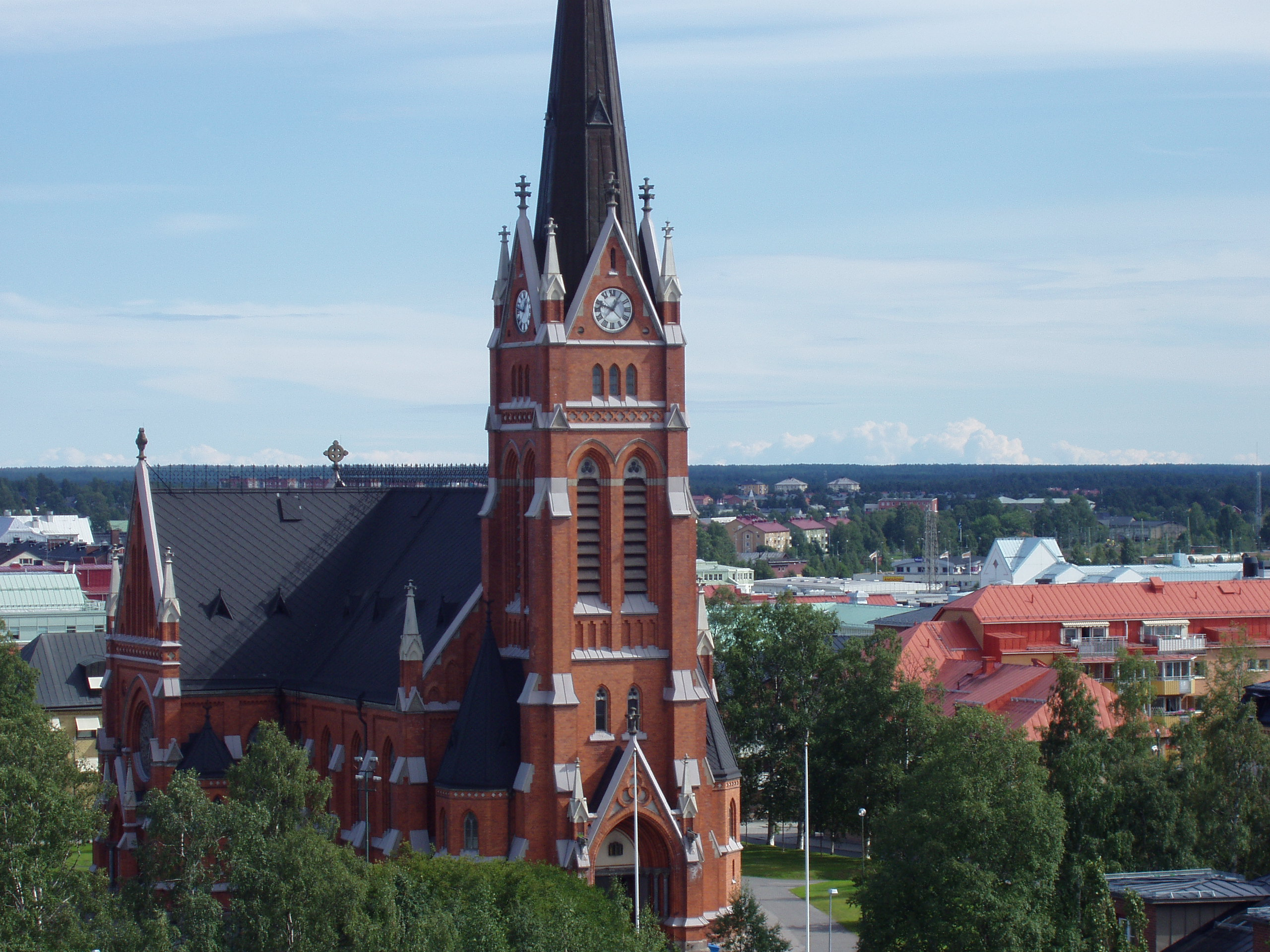
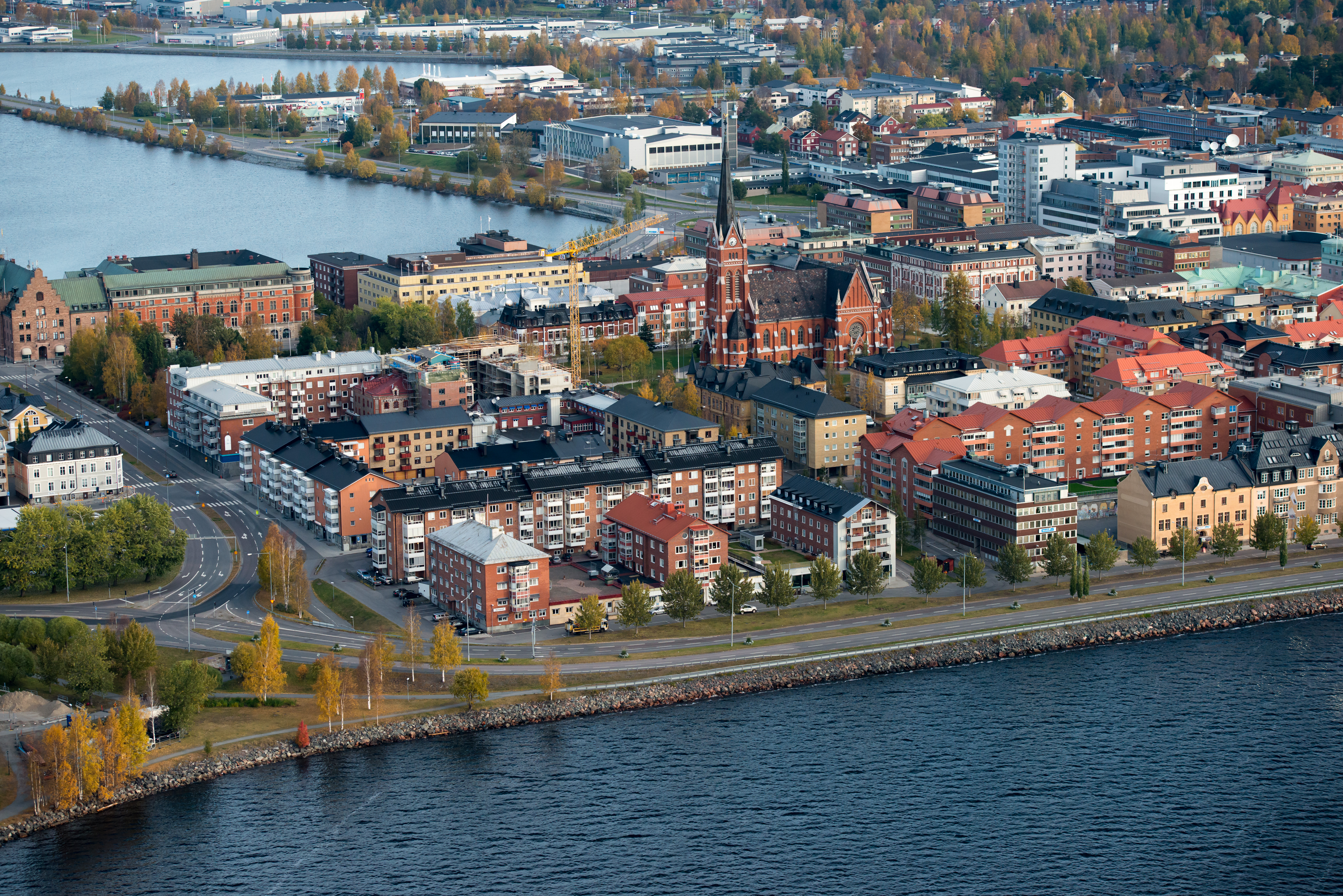
Il centro cittadino e la cattedrale